# ماريا تيريزا من النمسا-إستي (ملكة بافاريا)
     لشخصية أخرى تحمل اسم ماريا تيريزا من النمسا، طالع ماريا تيريزا من النمسا (توضيح).

ماريا تيريزا هنرييت دوروثيا فون هابسبورغ-إستي (أيضًا ماريا تيريزيا؛ 2 يوليو 1849 - 3 فبراير 1919)، اعتبرت آخر ملكة بافاريا القرينة بزواجها من لودفيغ الثالث، هي الابنة الوحيدة لأرشيدوق فرديناند كارل فيكتور من النمسا-إستي والأرشيدوقة إليزابيث فرانزيسكا، وأخت ماريا كريستينا والدة ألفونسو الثالث عشر ملك إسبانيا.

## السيرة الذاتية
في 20 فبراير 1868 تزوجت من الأمير لودفيغ الابن الأكبر لأمير بافاريا الوصي لويتبولد في كنيسة أوغسطين بفيينا، وقع الزوجان في الحب أثناء زيارة لودفيغ إلى النمسا وذلك بعد حضوره مراسم تأبين الأرشيدوقة ماتيلدا، أثار قرارهما بالزواج في البداية غضب الإمبراطور الذي كان يرغب في زواجها من فرديناند الرابع دوق توسكانا الأكبر (خال لودفيغ).
عاشت العائلة في الغالب في قصرهم في لوتستيتن جنوب ميونيخ، حيث قامت ماريا تيريزا بزراعة حدائق الورود.
منذ 1913 أصبحت ماريا تيريزا ملكة بافاريا بعد أن أعلن زوجها الأمير الوصي نفسه ملكًا باسم لودفيغ الثالث بدلاً من ابن عمه المجنون الملك أوتو، أصبحت أول ملكة كاثوليكية في بافاريا منذ أن أصبحت بافاريا مملكة عام 1806، وكانت تتحدث الألمانية والمجرية والتشيكية والفرنسية والإيطالية.
في عام 1914 استضافت الاحتفالات خلال اليوبيل الملكي البافاري، وأيضا ظهرت مع زوجها عندما أعلنت الحرب خلال الحرب العالمية الأولى، وزارت الجنود الجرحى وشجعت نساء بافاريا على دعم القوات من خلال توفير الطعام والملابس، بما في ذلك التبرعات التي تشير إلى البطلات الأسطوريات.
في 7 نوفمبر 1918 أُجبر لودفيغ الثالث على التنازل عن العرش البافاري، وهربت ماريا تيريزا من ميونيخ مع عائلتها إلى قلعة فيلدنورت القريبة من فراسدورف من أجل الهروب من البلاشفة، وسرعان ما تدهورت صحة الملكة وتوفيت هناك في 3 فبراير 1919، ودُفنت في الكنيسة المحلية، في 5 نوفمبر 1921 تم نقل رفاتها إلى كاتدرائية ميونيخ مع رفات زوجها.

## الخلافة اليعقوبية
كانت ماريا تيريزا ابنة شقيق ووريثة فرانشيسكو الخامس دوق مودينا الذي لم ينجب أطفالًا والذي كان حتى وقت وفاته الوريث اليعقوبي لعروش إنجلترا واسكتلندا وأيرلندا، على هذا النحو أصبحت الوريثة بعد وفاته في عام 1875، ولم تتبع هي ولا أي من أسلافها اليعاقبة منذ عام 1807 هذا الادعاء بجدية، بعد وفاتها في عام 1919، ورث ابنها روبريشت ولي عهد بافاريا، المطالبة اليعاقبة، مثل والدته لم يسعى هو أو أحفاده للمطالبة بالعروش البريطانية.

## الذرية
في 20 فبراير 1868 في كنيسة القديس أوغسطين في فيينا تزوجت ماريا تيريزا من لودفيغ الثالث ، آخر ملوك بافاريا .
كان للزوجين ثلاثة عشر طفلاً:
- روبريشت ولي عهد بافاريا (18 مايو 1869 - 2 أغسطس 1955).
- الأميرة أديلغوند (17 أكتوبر 1870 - 4 يناير 1958)؛ تزوجت في 20 يناير 1915 من الأمير فيلهلم أمير هوهنتسولرن-زيغمارينغن.
- الأميرة ماريا (6 يوليو 1872 - 10 يونيو 1954)؛ تزوجت في 31 مايو 1897 من الأمير فرديناندو بيوس، دوق كالابريا.
- الأمير كارل (1 أبريل 1874 - 9 مايو 1927).
- الأمير فرانتس (10 أكتوبر 1875 - 25 يناير 1957)؛ تزوج في 8 يوليو 1912 من الأميرة إيزابيلا أنتوني أميرة كروي، له ذرية.
- الأميرة ماتيلد (17 أغسطس 1877 - 6 أغسطس 1906)؛ تزوجت في 1 مايو 1900 من الأمير لودفيغ غاستون أمير ساكس كوبورغ وغوتا .
- الأمير فولفغانغ ماريا ليوبولد (2 يوليو 1879 - 31 يناير 1895).
- الأميرة هيلدغارد (5 مارس 1881 - 2 فبراير 1948).
- الأميرة نوتبورغا (19 - 24 مارس 1883).
- الأميرة فيلترود (10 نوفمبر 1884 - 28 مارس 1975)؛ تزوجت في 26 نوفمبر 1924 من فيلهلم دوق أوراخ.
- الأميرة هيلمترود (22 مارس 1886 - 23 يونيو 1977).
- الأميرة ديتلند (2 يناير 1888 - 14 فبراير 1889)؛ عاشت 13 شهرًا.
- الأميرة غونديليند (26 أغسطس 1891 - 16 أغسطس 1983)؛ تزوجت في 23 فبراير 1919 من يوهان جورج، الكونت فون بريسينغ-ليشتنيغ-موس.